# Prasat

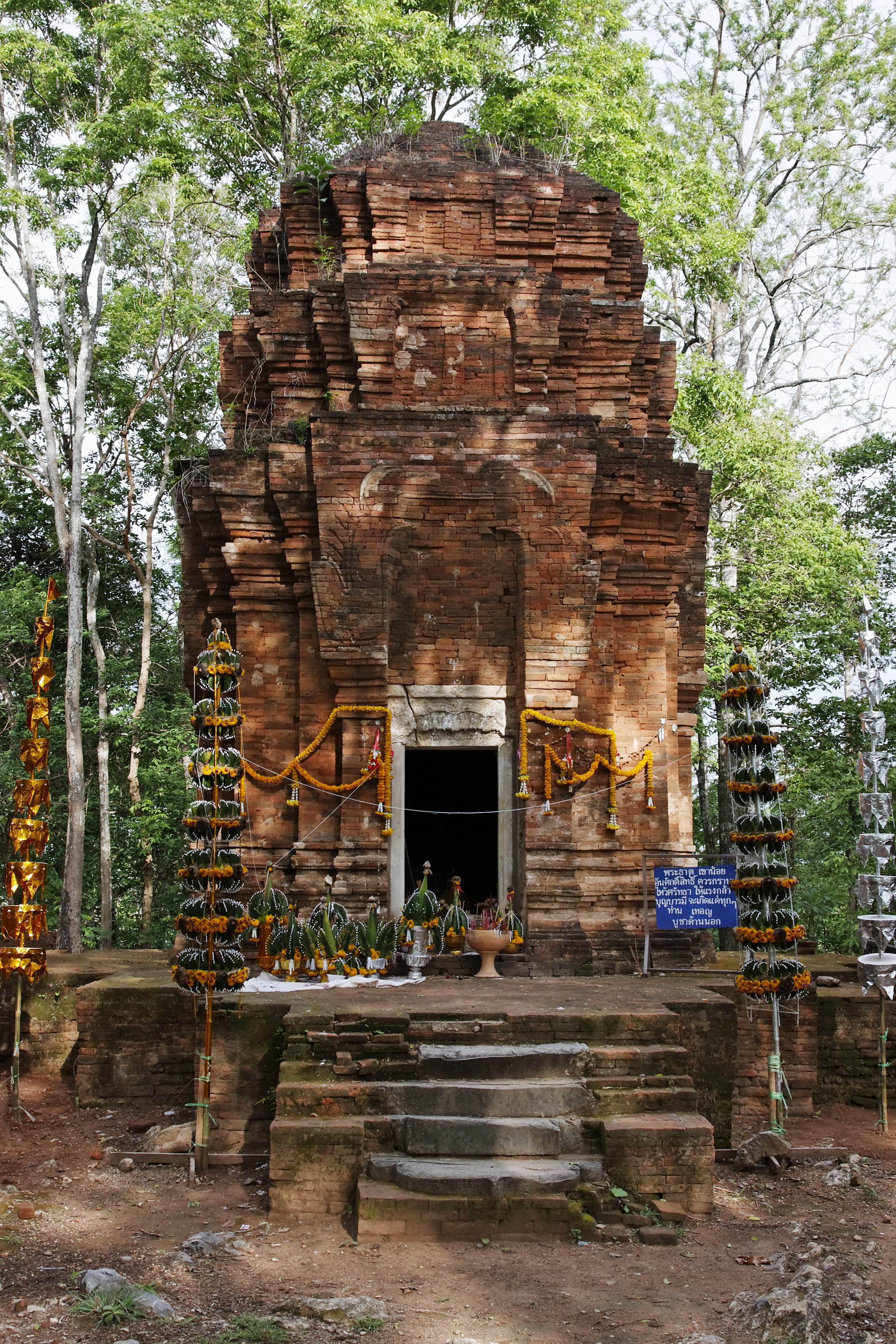
Le prasat Khao Noi, situé en Thaïlande.

Prasat est un mot thaï et khmer qui veut dire « palais » ou « château » et, par extension, pour certains édifices, « temple ». Il vient du pali « pāsāda » et du sanskrit « prāsāda » (प्रासाद). En Thaïlande, « prasat » désigne les anciens édifices khmers (temples proprement dits, mais aussi chapelles, gites d'étapes, hôpitaux).
La construction des temples khmers ne représentait pas seulement la fondation d'un sanctuaire religieux, mais l'intégration d'une communauté pour servir les dieux ou les souverains auxquels le temple était dédié. Cette construction de temple de pierre avec de petites cellules intérieures pour loger une image destinée au culte prend clairement modèle sur des prototypes indiens.